# Swetlana Kusnezowa (Skilangläuferin)
Swetlana Kusnezowa (* 3. Februar 1984) ist eine russische Skilangläuferin.

## Werdegang
Kusnezowa startete im Dezember 2007 in Krasnogorsk erstmals im Skilanglauf-Eastern-Europe-Cup und belegte dabei den 95. Platz über 10 km klassisch. Im November 2009 siegte sie im Scandinavian Cup in Vuokatti über 10 km klassisch. Ihr Debüt im Skilanglauf-Weltcup hatte sie bei der Tour de Ski 2010/11, die sie auf dem 30. Platz in der Gesamtwertung beendete. Dabei erreichte sie in Oberstdorf mit dem 20. Platz im Sprint ihre beste Einzelplatzierung im Weltcup. Bei der Winter-Universiade 2011 in Erzurum gewann sie die Goldmedaille mit der Staffel. Im Februar 2011 errang sie bei den nordischen Skiweltmeisterschaften in Oslo den 44. Platz im Skiathlon. Im folgenden Monat siegte sie beim Skilanglauf-Alpencup in Ramsau am Dachstein in der Verfolgung. Letztmals Weltcuppunkte holte sie im Februar 2012 in Rybinsk mit dem 22. Platz im Skiathlon. Im Februar 2017 wurde sie Zweite beim Kazan Skimarathon über 50 km Freistil.

## Siege bei Continental-Cup-Rennen
| Nr. | Datum             | Ort                 | Disziplin                  | Serie            |
| --- | ----------------- | ------------------- | -------------------------- | ---------------- |
| 1.  | 18. Dezember 2009 | Vuokatti            | 10 km klassisch            | Scandinavian Cup |
| 2.  | 13. März 2011     | Ramsau am Dachstein | 10 km klassisch Verfolgung | Alpencup         |